# توكل (العراق)
تقع قرية توكل في العراق محافظة ديالى شمال بغداد في قضاء المقدادية. وتبعد عن مركز المقدادية بحوالي 2 كيلو متر بالقرب من الصدور ومعسكر المنصورية وبحيرة حمرين التي تبعد عنها به بنفس بعد المركز عنها.
تأسست على يد الحاج محمد هادي محمد التميمي وهو أحد شيوح عشائر بني تميم واحد وجهاء المقدادية حيث كانت له العديد من الأراضي وله كان أيضا نصف سوق المقدادية بالإضافة العدة بيوت فيها بالإضافة إلى املاك في الوزيرية في بغداد قام هذا الشخص بجلب العديد من الفلاحين لزرعها حيث تحتوي القرية على العديد من أبناء العشائر وعلى رأسها قبيلة بني تميم بالأضافة إلى العامرية والكرخية والمهداوية والجبورية والسودانية والدهلكية وغيرها من افراد العشائر يبلغ عدد بيوت توكل بحوالى ي 150 بيت غالبيتهم من على المذهب الشيعي. قام الحاج محمد أيضا ببناء أول مدرسة ابتدائية ثم تطورت إلى ثانوية التي سعى إليها الدكتور المهندس شوقي محمد هادي ابن المالك القرية والعميد السابق لجامعه السلمانية في الثمانينيات والعميد السابق للمعهد الفني في ديالى ثم تحولت إلى إعدادية والتي اعتبرت أقدم مدرسة انشئت في قرى محافظة ديالى سنة 1962م. تمر بالقرب من القرية خمسة انهر فية تقع على صدر الماء أو الجسور الخمسة وجد فيها بعض الآثار التي تهمدت تقع فيها مناطق أسماءها متداولة منذ أيام الحكم الفارسي وهي أبو خرم اوبو حصاني حيث وجد في كلا المنطقتين قصور وجثث قديمة وجد أيضا بعض التحف الفخارية المتهشمة التي يمكن ملاحظتها من خلال الأطفال الذين يمارسون لعبة تسمى (بالحجلة) حيث (يقوم الأطفال برسم خطوط على الأرض على شكل صناديق والقفز داخلها) بالإضافة إلى العمل العباسية لأنها كانت ممر للقوافل التي تأتي ذهابا وايابا إلى ديالى. تبلغ مساحة القرية حوالي 1000 دونم بحيث 500 دونم منها بساتين والباقي عبارة عن أراضي زراعية التي يزرع فيها الحنطة والشعير والخضراوات بأنواعها تشتهر بساتين توكل بتنوع فواكهها فمنها التمربأنواعه والرمان والعنب والبرتقال والتين والزيتون والأجاص والعرموط والتفاح بمختلف أنواعه والموز الذي يزرع على الانهر والخوخ والزعرور والكاكي والتوت بالأضافة إلى القوق والألو والالنكي.
يوجد في القرية العديد من الموظفين. يعيش أهالي توكل على الزراعة والتربية المواشي والدواجن بالإضافة إلى رواتب الدولة. يمر على القرية سكة القطار البرطانية القديمة الرابطة كركوك ببغداد. يوجد في رأس أو بداية القرية يقع ضريح الامام أو السيد عيسى الذي يعتقد أنه أحد أبناء الامام موسى الكاظم.